# Pagastia sequax
Pagastia sequax är en tvåvingeart som först beskrevs av Garrett 1925.  Pagastia sequax ingår i släktet Pagastia och familjen fjädermyggor. Inga underarter finns listade i Catalogue of Life.